# Metodo grafico
In matematica, data un'equazione della forma {\displaystyle f(x)=0}, il metodo grafico è un procedimento di calcolo che ha il fine di determinare intervalli della retta reale che contengono una sola radice.
I casi tipici in cui si usa questo metodo sono quelli in cui la funzione da studiare non si riduce ad un polinomio di grado inferiore al quarto (altrimenti infatti sono noti metodi diretti di calcolo algebrico delle soluzioni) ma risulta abbastanza dominabile con gli strumenti del calcolo infinitesimale e del calcolo numerico. La ricerca delle radici dell'equazione data equivale alla determinazione degli zeri della funzione {\displaystyle y=f(x)} (ricerca delle intersezioni del grafico della funzione con l'asse delle ascisse).
La determinazione di tali intervalli è il primo passo da compiere per poter applicare un metodo approssimato per il calcolo della radice in un intervallo predeterminato (esempio tramite un calcolatore che implementi a livello software il metodo delle tangenti o un altro metodo approssimato per la determinazione degli zeri di una funzione).
Per determinare gli intervalli che contengono una soluzione dell'equazione è utile cercare di tracciare il grafico approssimato della funzione utilizzando gli strumenti noti dall'analisi matematica per lo studio delle funzioni (o più semplicemente servendosi dell'aiuto di un calcolatore tracciando su un piano cartesiano ortogonale la spezzata unione dei punti {\displaystyle P_{i}(x_{i},y_{i})} nella quale ogni punto appartiene al luogo geometrico della curva  {\displaystyle y=f(x)} ottenuto assegnando un insieme di valori {\displaystyle x_{i}} alla variabile indipendente x e calcolando i corrispondenti valori {\displaystyle y_{i}} della variabile dipendente y).

## Metodi grafici
Proponiamo di seguito un metodo grafico molto elementare che si basa sul tracciamento, anche solo qualitativo del grafico della funzione, utilizzando tecniche per lo studio delle funzioni unitamente al calcolo di particolari valori della funzione.

### Caso di radici semplici
Si determina l'intervallo cercato, applicando il teorema degli zeri delle funzioni continue:
"Se una funzione continua, definita in un intervallo {\displaystyle \,[a,b]}, assume agli estremi dell'intervallo valori di segno opposto, ossia {\displaystyle f(a)\cdot f(b)<0}, esiste almeno un punto interno all'intervallo in cui la funzione si annulla"
cioè esiste almeno una radice dell'equazione {\displaystyle \,f(x)=0}. A questo punto, se la funzione è derivabile e la derivata ha segno costante in tutto l'intervallo {\displaystyle \,[a,b]}, tale radice è unica, per noti risultati di analisi.

### Caso di radici multiple
Quando {\displaystyle \,f(x)} è derivabile le radici multiple soddisfano anche l'equazione {\displaystyle \,df(x)/dx=0}, condizione necessaria per l'esistenza di un massimo o di un minimo, quindi sono rilevabili dal grafico.